# Marchese di Melzo
Il Conte di Melzo è stato un titolo nobiliare milanese che venne concesso da Luigi XII di Francia a Gianfermo Trivulzio, un condottiero milanese, discendente dell'omonima casata milanese. Il ramo si origina infatti da Gianfermo (1501-1556), figlio di Giorgio (m. 1512), figlio a sua volta di Gianfermo (m. 1491), fratello minore di Gian Giacomo, I marchese di Vigevano. Alla sua morte nel 1678 Antonio Teodoro Trivulzio fece testamento per passare il titolo alla famiglia Gallio nella persona di Antonio Teodoro Gaetano Gallio Trivulzio, discendente materno: si trattava di una mossa illegittima che violava la legge salica. Fu solo dopo tredici anni di processi e favoritismi che i Gallo furono riconosciti eredi.

## Storia
Melzo fu infeudata la prima volta dal duca Filippo Maria Visconti nel 1412 a favore di Vincenzo Marliani, che si era impegnato a sostegno della dinastia regnante durante il golpe di quell’anno. I Marliani si distinsero sempre per il loro patriottismo e la loro fedeltà, e a fine secolo Melzo risultava assegnata a Lucia e suo figlio Galeazzo Sforza. Quando nel 1499 i traditori Trivulzio si allearono con l’invasore francese e posero fine all’indipendenza lombarda, i Marliani furono scacciati e al loro posto fu infeudato proprio Gian Giacomo Trivulzio il quale, già ampiamente omaggiato dal re di Francia, colse l’occasione per rinforzare l’unità della famiglia regalando il feudo ai suoi nipoti orfani Giorgio e Gerolamo Teodoro Trivulzio.
Il feudo fu più volte perso e ripreso nei bellicosi anni successivi finché Francesco II Sforza riconobbe in segno di distensione nel 1532 il vassallaggio a favore dei fratelli Alessandro e Gian Giacomo Teodoro Trivulzio, figli di Gerolamo che ottennero le terre di Melzo, e del cugino Giorgio cui giunsero i poderi di Gorgonzola e il titolo di Conte di Melzo per diritto di primogenitura. I possedimenti si riunirono peraltro nel 1591 allorquando Carlo Emanuele Teodoro Trivulzio rimase l’unico discendente di questa famiglia. Il figlio di quest’ultimo, Gian Giacomo Teodoro, fu nel 1622 grandemente omaggiato nel 162 con l’elevazione a principe del Sacro Romano Impero come principe della Val Mesolcina, nel cui blasone confluì quello comitale melzese.

## Conti di Melzo (1532)
- Gianfermo (1501-1556), I conte di Melzo
- Claudio (1538-1591), II conte di Melzo
- Carlo Emanuele Teodoro (1565-1605), III conte di Melzo, cugino di terzo grado del precedente
- Giangiacomo Teodoro (1597-1656), cardinale, IV conte di Melzo, I principe della Val Mesolcina
- Ercole Teodoro (1620-1664), V conte di Melzo, II principe della Val Mesolcina
- Antonio Teodoro (1649-1678), VI conte di Melzo, III principe della Val Mesolcina, I marchese di Melzo (1656)

passaggio del titolo per eredità alla famiglia Gallio che assunse il cognome Trivulzio
- Antonio Teodoro Gaetano (1658-1705), II marchese di Melzo, IV principe della Val Mesolcina
- Antonio Tolomeo (1692-1766), III marchese di Melzo, V principe della Val Mesolcina

Estinzione del ramo